# Cryptocentrus
A Cryptocentrus a csontos halak (Osteichthyes) főosztályának a sugarasúszójú halak (Actinopterygii) osztályába, ezen belül a sügéralakúak (Perciformes) rendjébe, a gébfélék (Gobiidae) családjába és a Gobiinae alcsaládjába tartozó nem.

## Rendszerezés
A nembe az alábbi 36 faj tartozik:
- Cryptocentrus albidorsus (Yanagisawa, 1978)
- Cryptocentrus bulbiceps (Whitley, 1953)
- Cryptocentrus caeruleomaculatus (Herre, 1933)
- Cryptocentrus caeruleopunctatus (Rüppell, 1830)
- Cryptocentrus callopterus Smith, 1945
- Cryptocentrus cebuanus Herre, 1927
- Cryptocentrus cinctus (Herre, 1936)
- Cryptocentrus cryptocentrus (Valenciennes, 1837) - típusfaj
- Cryptocentrus cyanospilotus Allen & Randall, 2011
- Cryptocentrus cyanotaenia (Bleeker, 1853)
- Cryptocentrus diproctotaenia Bleeker, 1876
- Cryptocentrus fasciatus (Playfair, 1867)
- Cryptocentrus flavus Yanagisawa, 1978
- Cryptocentrus inexplicatus (Herre, 1934)
- Cryptocentrus insignitus (Whitley, 1956)
- Cryptocentrus leonis Smith, 1931
- Cryptocentrus leptocephalus Bleeker, 1876
- Cryptocentrus leucostictus (Günther, 1872)
- Cryptocentrus lutheri Klausewitz, 1960
- Cryptocentrus malindiensis (Smith, 1959)
- Cryptocentrus maudae Fowler, 1937
- Cryptocentrus melanopus (Bleeker, 1860)
- Cryptocentrus multicinctus Allen & Randall, 2011
- Cryptocentrus nigrocellatus (Yanagisawa, 1978)
- Cryptocentrus niveatus (Valenciennes, 1837)
- Cryptocentrus octofasciatus Regan, 1908
- Cryptocentrus pavoninoides (Bleeker, 1849)
- Cryptocentrus polyophthalmus (Bleeker, 1853)
- Cryptocentrus pretiosus (Rendahl, 1924)
- Cryptocentrus russus (Cantor, 1849)
- Cryptocentrus sericus Herre, 1932
- Cryptocentrus shigensis Kuroda, 1956
- Cryptocentrus strigilliceps (Jordan & Seale, 1906)
- Cryptocentrus tentaculatus Hoese & Larson, 2004
- Cryptocentrus wehrlei Fowler, 1937
- Cryptocentrus yatsui Tomiyama, 1936